# Goshen (Utah)
Goshen es una localidad del condado de Utah, estado de Utah, Estados Unidos. Según el censo de 2000 la población era de 874 habitantes.

## Geografía
Goshen se encuentra en las coordenadas 39°57′6″N 111°54′6″O / 39.95167, -111.90167.
Según la oficina del censo de Estados Unidos, la población tiene una superficie total de 1,9 km². No tiene superficie cubierta de agua.
- Datos: Q483358
- Multimedia: Goshen, Utah / Q483358

1. ↑  Zip Data Maps, código ZIP n.º 84633.